# 陳宜民
陳宜民（英語：Arthur Chen，1956年12月28日—），臺灣醫師、政治人物，中國國民黨籍，醫學界背景，曾擔任高雄醫學大學副校長，專長研究癌症、愛滋病防治和流行病學，亦曾在高醫大進行肝癌研究和治療。被中國國民黨推薦擔任第九屆不分區立法委員。

## 個人經歷
五歲時，隨家庭移居臺北。
1992年，陳宜民教授離開美國國家衛生院返回國內成立陳宜民教授實驗室，致力於第三級病毒包括HIV、SARS冠狀病毒及禽流感病毒的病毒學及分子流行病學研究。該實驗室是第一個發現愛滋病病毒株CRF07_BC流行於台灣靜脈藥癮者族群，並透過基因演化樹的分析，證明它們源自中國大陸；此外，也發現除了共用針具外，共用稀釋液也是造成愛滋病傳播的危險因子。
1994年，陳教授成立「希望工作坊」，推廣愛滋教育，預防醫學，並設有愛滋病人中途之家。
2016年4月18日，陳宜民被《臺灣時報》、《中時電子報》等媒體指為國民黨下屆角逐高雄市市長的熱門人選。陳宜民雖有意爭取黨內的提名，惟政黨初選時的民調輸給同黨的韓國瑜。

## 經歷
陳宜民教授擔任陽明大學愛滋病防治及研究中心主任期間，榮獲為美國愛滋研究基金會(The America Foundation for AIDS Research，簡稱amfAR)，TREAT Asia 組織理事會主席。美國愛滋研究基金會(amfAR)是一個非營利事業組織，長期支持奉獻於AIDS研究、預防、治療，以及相關衛教，並且為AIDS相關之公共政策發聲。TREAT Asia (Therapeutics Research, Education, and AIDS Training in Asia)是一個在全亞洲針對HIV/AIDS治療與照顧的網絡，網絡包含了診所、醫院及研究機構。經由美國愛滋研究基金會(amfAR)，TREAT Asia能夠透過更多的專家學者共同研討，讓對HIV/AIDS的治療、照顧及教育能夠更加完善。目前參與的地區包括柬埔寨、中國大陸、印度、印尼、日本、馬來西亞、巴布新幾內亞、菲律賓、中華民國(陽明大學愛滋病防治及研究中心)、新加坡、泰國、南韓。能在此國際網絡組織中擔任理事會主席對HIV/AIDS研究者而言為一肯定與榮耀。

## 立委選舉
| 王金平 | 中國國民黨 | 連任，第十三次當選 |  |
| 柯志恩 | 中國國民黨 | 新任，第一次當選   |  |
| 陳宜民 | 中國國民黨 | 新任，第一次當選   |  |
| 林麗蟬 | 中國國民黨 | 新任，第一次當選   |  |
| 許毓仁 | 中國國民黨 | 新任，第一次當選   |  |
| 曾銘宗 | 中國國民黨 | 新任，第一次當選   |  |
| 黃昭順 | 中國國民黨 | 連任，第八次當選   |  |
| 吳志揚 | 中國國民黨 | 新任，第三次當選   |  |
| 張麗善 | 中國國民黨 | 新任，第二次當選   |  |
| 徐榛蔚 | 中國國民黨 | 新任，第一次當選   |  |
| 王育敏 | 中國國民黨 | 連任，第二次當選   |  |

## 立法委員任內

### 多次國會鬥毆事件
2016年10月27日，立法院衛環委員會審查《勞基法修正草案》，藍綠立委爆發衝突，在議事錄確認衝突中，民進黨籍立委蘇震清用「鎖喉功」一路將陳宜民從議事桌上推翻倒到地上，也讓陳身體感到不適，被送往醫務室就醫，後送往仁愛醫院治療觀察。根據轉述，陳宜民則是說，對於今天發生的衝突，他會對蘇震清保留法律追訴權。至於身體的狀況，是脖子扭傷需要靜養以及高血壓的症狀。此次是蘇震清在立法院繼襲胸國民黨籍立委許淑華事件後，二度引發暴力事件爭議。
2016年12月6日晚間，爭議多時的《勞基法》修正條文，在立法院強行通過「一例一休」，並刪除勞工7天假。由於當天不只院外抗議民眾吵翻天，院內立委們也在主席台上打成一團。國民黨文傳會副主委王鴻薇日前在臉書公布影片，指控民進黨立委王定宇暴勒陳宜民。陳宜民8日也前往北檢，正式對王定宇提出傷害、殺人未遂等告訴。

### 公督盟評鑑
2017年3月27日，公民監督國會聯盟（公督盟）公布上一會期（第9屆第2會期）立委評鑑結果選出優秀立委有29名，包括陳宜民。

### 拔管案發言
2018年因教育部不同意臺灣大學選出管中閔為新任校長，俗稱「拔管案」引發爭議，2018年4月29日，陳宜民表示，在教育部拔管之後，再看陽明大學遴選校長的過程，充滿政治算計的手法，同樣由教育部派去遴選委員會的次長姚立德為什麼都看不到？教育部「卡管」繞了一圈又回到管中閔台哥大獨董爭議，教育部質疑遴選委員會沒有進行詳細檢視候選人資格，違反規範。不過陳宜民質疑，陽明大學之前的遴選才是真正的黑箱且骯髒，最後還由「副教授」當選校長。陳宜民指出，陽明大學校長當選人郭旭崧在遴選過程時還兼任心悅生醫獨董，而當時的遴選委員會召集人張鴻仁則是心悅生醫的董事，兩人一直到郭旭崧要上任校長才辭掉董事、獨董，同樣是遴選委員的前交大校長吳妍華甚至還是心悅薪酬委員會的委員，「到底誰沒有利益迴避？」陳宜民也質疑，吳茂昆在海外開設的師沛恩公司，負責人歐陽彥堂又是心悅生醫董事，「怎麼每個人都與心悅生醫有關？」吳茂昆擔任教長後，陽明大學遴選爭議看來不可能解決了。至於教育部常次林騰蛟日前被問及陽明遴選爭議一事，林回應該案件監察院仍在調查中。陳宜民則反駁，監察院早就對陽明提出糾正，林騰蛟的說法根本瀆職。

### 要求衛福部擴大陽明大學附設醫院床位
2018年10月23日，於立法院會質詢表示，普悠瑪發生重大出軌意外，列車翻覆造成18死187傷，受傷旅客全數被送醫救治，由於陽明大學附設醫院醫院床位不足，於是將部分輕、中傷患者轉送花蓮醫院治療，國民黨籍立委陳宜民23日向行政院長賴清德要求改善，獲得賴清德首肯。陳宜民表示，他要代表全宜蘭的鄉親，懇求行政院正視陽明大學附設醫院床位不足的問題，希望院長能夠增加，獲得行政院長賴清德與衛福部長陳時中的首肯，賴清德院長甚至說「99床實在太少，做為宜蘭唯一的醫學中心，將擴大處理」。

### 同性婚姻議題
2019年5月17日，《司法院釋字第748號解釋施行法》二讀期間，與另外六位國民黨立委對該法案第4條：「同性二人應向戶政機關進行結婚登記」投下贊成票，事後陳宜民臉書被藍營支持者灌爆，揚言把他換掉。醫界背景的陳宜民則表示，自己是在基於人權、醫學與公衛專業考量下，投下贊同票，不想被「政治」影響而做出後悔的決定。而陳宜民為當時七位立委中唯一正在進行黨內初選民調者 。

### 動手推擠女警事件
2019年12月6日，國民黨團多位立委到外交部抗議，要求外交部長吳釗燮說明輕生外交官蘇啓誠是否遭到楊蕙如網路霸凌一案，但在外交部門口遭警方攔阻，當時陳宜民更撥打現場執勤的便衣女警帽子，又在樓梯上強推陳姓女警，造成她身體搖晃且差點跌倒。而陳宜民一手撥掉女警帽子，還動手推人的行為，亦引發外界撻伐。12月7日，陳宜民召開記者會表示保六女警昨日並未表明身分，且穿著便服，他根本不知道對方是警察，是不小心拍掉帽子；然而根據現場影像內容，陳宜民與女警站在影片左下角，陳當時詢問女警說，「你是哪個單位的？」女警表明身分說「保六」，陳宜民回說「你是負責這邊的警衛的嗎」、「把證據拿出來」、「保六」、「保六怎會在這邊」後，隨即將女警推下階梯。12月8日，陳宜民於臉書發文回應，表示「一時沒控制好情緒，才會做出不適當動作，會以最謙卑態度接受批評」。12月9日，保六總隊發布新聞稿指出，陳宜民此舉涉及妨害公務，遭檢附蒐證相關證據，交由台北市警察局中正第一分局偵辦。國民黨副發言人黃心華指出，該女警未著制服，貌似「路人甲」或「怪阿姨」；保六總隊對此表示，全案已進入司法程序，盼勿對女警造成二度傷害。12月13日，陳宜民再次表達歉意。

## 家族
- 陳宜民父親陳寶輝是扁市府時代的北市衛生局長，有「內視鏡鼻祖」之稱，係民國107年（西元2018年）第二十八屆醫療貢獻獎得主[22]。
- 伯公陳皆興，曾任第三屆高雄縣縣長。[3][4]

## 外部連結
- 陳宜民的Facebook專頁
- 立法院全球資訊網－立法委員－陳宜民委員簡介 （页面存档备份，存于）